# Lacconotus pinicolus
Lacconotus pinicolus är en skalbaggsart som beskrevs av Horn 1879. Lacconotus pinicolus ingår i släktet Lacconotus och familjen Mycteridae. Inga underarter finns listade i Catalogue of Life.